# Patriotas de Venezuela
Los Patriotas de Venezuela, más conocido como Equipo Venezuela, fue un club de béisbol profesional venezolano que participó desde la fundación de la Liga Venezolana de Béisbol Profesional en 1945 junto a Cervecería Caracas, Magallanes y Sabios del Vargas.

## Historia
El juego inaugural de la LVBP se realizó el 12 de enero de 1946. Además de Venezuela, el circuito incluyó a los equipos Cervecería Caracas, Navegantes del Magallanes y Sabios de Vargas.
Los Patriotas fueron propiedad y establecidos por Juan Antonio Yanes, uno de los primeros pioneros del béisbol profesional en el país, que también dirigió a su equipo en partes de dos temporadas. Además, Paul Richards, Eddie Popowski y Junior Thompson administrarán el equipo en algún momento.
Venezuela no tuvo un récord particularmente bueno con 162 victorias y 228 derrotas durante su temporada en la liga, y nunca tuvo una temporada ganadora o hizo los playoffs. Sin embargo, fue un equipo que nunca carecía de espíritu, determinación y ajetreo, peleando luchando contra sus rivales más fuertes hasta la final de cada juego.
Los Patriotas se retiraron durante la temporada 1953-54 debido a problemas económicos. Reaparecieron en 1954-55, pero se doblaron al final de la temporada. Después de un cambio de propiedad, los nuevos propietarios renombraron la franquicia como Licoreros de Pampero a partir de la temporada 1955-56.

## Récord anual del equipo
| Temporada | Récord                               | Final                                   | Mánager                       |
| --------- | ------------------------------------ | --------------------------------------- | ----------------------------- |
| 1946      | 15-16                                | (Perdió en segundo lugar por desempate) | Juan Antonio Yanes Tom Glover |
| 1946-47   | 7-11 (1.er tiempo) 5-13 (2.º tiempo) | 4to 4to                                 | Juan Antonio Yanes            |
| 1947-48   | 13-26                                | 4to                                     | León Díaz                     |
| 1948-49   | 14-17                                | 3.º                                     | León Díaz                     |
| 1949-50   | 17-28                                | 3.º                                     | Alberto Hidalgo               |
| 1950-51   | 19-34                                | 4to                                     | Alberto Hidalgo Rogelio López |
| 1951-52   | 23-34                                | 3.º                                     | Junior Thompson               |
| 1952-53   | 26-31                                | 3.º                                     | Reinaldo Cordeiro             |
| 1954-55   | 23-28                                | 3.º                                     | Paul Richards Eddie Popowski  |

## Jugadores destacados
- Red Adams
- Luis Aloma
- Eddie Basinski
- Don Buddin
- Daniel Canónico
- Ed Chandler
- Lorenzo Davis
- Wilmer Fields
- Ben Flowers
- Joe Frazier
- Russ Kerns
- Julián Ladera
- Red Lynn
- Pete Milne
- Mickey Owen
- Al Papai
- Roy Partlow
- Dave Pope
- Saul Rogovin
- Bob Smith
- Gene Stephens
- Max Surkont
- George Susce
- Bill Webb
- Dewey Williams
- José Zardón